# Sture Holmberg
Sture Fridolf Timoteus Holmberg, född 18 mars 1926 i Burs församling, Gotlands län, död 11 april 2001 i Tölö församling, Hallands län, var en svensk militär.

## Biografi
Holmberg avlade studentexamen vid Försvarets läroverk 1950. Han avlade marinofficersexamen 1952 och utnämndes samma år till fänrik vid Vaxholms kustartilleriregemente. Efter att 1954 ha befordrats till löjtnant gick han Tekniska kursen på Marinlinjen vid Militärhögskolan och befordrades 1962 till kapten. År 1967 blev han major vid Vaxholms kustartilleriregemente, varpå han studerade vid Försvarshögskolan. Han blev 1971 överstelöjtnant vid Älvsborgs kustartilleriregemente och var 1971–1973 chef för Tygförvaltningen vid Gotlands kustartilleriförsvar, varpå han var chef för Materielenheten vid Gotlands kustartilleriförsvar 1973–1979. Han var chef för Materielenheten vid Göteborgs kustartilleriförsvar 1979–1981 och chef för Vapensektionen vid Västkustens militärkommando med Älvsborgs kustartilleriregemente 1981–1982. År 1982 befordrades han till överste, varpå han 1982–1986 var chef för Materielförvaltningen vid Västkustens militärkommando med Älvsborgs kustartilleriregemente. Sture Holmberg är gravsatt i askgravlunden på Tölö kyrkogård.